# Томас Лобб
Томас Лобб (англ. Thomas Lobb; 1817–1894) — британський ботанік. Разом зі своїм старшим братом Вільямом Лоббом збирав рослини для розплідника рослин Вейтч.
Лобб працював в Індії, Індонезії та на Філіппінах. У 1845 році він відкрив перший вид орхідей з роду Phalaenopsis у східних Гімалаях на висоті понад 1500 м. Цю рослину назвали на його честь Phalaenopsis lobbii, а також вид Dendrobium lobbii.

## Біографія
Народився і виріс в селі Перранарвортгол у Корнуолі. Його батько працював теслею. Томас та його брат Вільям цікавилися садівництвом і ботанікою. У 1830 році, у віці 13 років, Томас переїхав до родини Вейтч у Кіллертон. Родина володіла великими розплідниками декоративних рослин. У 1840 році Томас з Вільямом стали мисливцями за екзотичними рослинами.
Перша мандрівка братів відбулася з 1843 по 1847 роки. Вони шукали нові рослини на Яві, попутньо відвідавши тропічні ліси в Сінгапурі, Пенанзі і Малайзії. З 25 грудня 1848 по 1853 роки відбулася друга поїздка. Вони відвідали Індію, Саравак, Філіппіни, Бірму і Непал. Під час цього візиту він зустрівся з сером Джозефом Гукером.
Його брат Вільям переїхав в Америку у 1854 році і помер у Сан-Франциско в 1864 році.
Томас Лобб повторно відвідав Яву у 1854—1857 роках. Під час своєї четвертої і останньої поїздки (1858—1860), в ході якої відвідав Північний Борнео, Бірму, Суматру і Філіппіни, він пошкодив ногу, що згодом призвело до її ампутації.
У 1860 році Томас Лобб повернувся у Корнуол, де залишився жити у власній віллі. Він займався садівництвом і живописом. Заробляв на оренді декількох котеджів, які він побудував за виручені гроші від мандрівок. Він помер у 1894 році і похований у церковному подвір'ї Деворана, в Корнуоллі, де досі зберігся маленький меморіальний сад і надгробний камінь його і його брата Вільяма.